# Doutarou
Doutarou est une localité du Cameroun située dans l'arrondissement de Petté, le département du Diamaré et la région de l’Extrême-Nord. Elle fait partie du canton de Petté rural.

## Population
En 1975, la localité comptait 160 habitants, des Arabes Choa.
Lors du recensement de 2005, on y a dénombré 357 personnes.